# مالون
بلدية مالون (بالإسبانية: Malon) هي بلدية تقع في مقاطعة سرقسطة التابعة لمنطقة أراغون شمال شرق إسبانيا.

## الديموغرافيا
بلغ عدد سكان بلدية مالون 375 نسمة عام 2011 (وفقاً للمعهد الوطني الإسباني للإحصاء).
| 491 | 463 | 442 | 421 | 386 | 385 | 375 |